# Fritz Becher
Fritz Becher (ur. 29 października 1904, zm. 29 maja 1946 w Landsberg am Lech) – niemiecki kapo w obozie koncentracyjnym Dachau i zbrodniarz wojenny.
Od maja 1938 do końca czerwca 1943 był przetrzymywany w obozie Dachau jako więzień polityczny. Władze obozowe powierzyły mu stanowisko więźnia funkcyjnego. Początkowo został sztubowym, a następnie starszym bloku, w którym znajdowali się księża, zwłaszcza polskiej narodowości. Becher katował ich na każdym kroku, nieraz do nieprzytomności, a czasem nawet do śmierci. Przeprowadzał również tzw. „sport”, okrutne ćwiczenia, będące prawdziwą udreką dla wyniszczonych życiem obozowym więźniów. W okresie gdy Becher był kierownikiem bloku dla księży zginęło w nim ok. 400 osób. Później był również kierownikiem bloku dla Rosjan, których również maltretował.
Został skazany w procesie załogi Dachau (US vs. Martin Gottfried Weiss i inni) przed amerykańskim Trybunałem Wojskowym na karę śmierci przez powieszenie. Wyrok wykonano w więzieniu Landsberg pod koniec maja 1946.